# Chrysolina luchti
Chrysolina luchti é uma espécie de artrópode pertencente à família Chrysomelidae.